# Luis Yañez-Barnuevo
Luis Yáñez-Barnuevo García este un om politic spaniol, membru al Parlamentului European în perioada 2004-2009 din partea Spaniei.
1. ↑  Luis YÁÑEZ-BARNUEVO, pace.coe.int
2. ↑  Deputații în Parlamentul European
3. ↑   http://www.congreso.es/portal/page/portal/Congreso/Congreso/Diputados/BusqForm?_piref73_1333155_73_1333154_1333154.next_page=/wc/fichaDiputado?idDiputado=126&idLegislatura=6, accesat în 23 noiembrie 2017 Lipsește sau este vid: |title= (ajutor)
4. ↑   http://www.congreso.es/portal/page/portal/Congreso/Congreso/Diputados/BusqForm?_piref73_1333155_73_1333154_1333154.next_page=/wc/fichaDiputado?idDiputado=65&idLegislatura=5, accesat în 23 noiembrie 2017 Lipsește sau este vid: |title= (ajutor)
5. ↑   http://www.congreso.es/portal/page/portal/Congreso/Congreso/Diputados/BusqForm?_piref73_1333155_73_1333154_1333154.next_page=/wc/fichaDiputado?idDiputado=293&idLegislatura=4, accesat în 23 noiembrie 2017 Lipsește sau este vid: |title= (ajutor)
6. ↑   http://www.congreso.es/portal/page/portal/Congreso/Congreso/Diputados/BusqForm?_piref73_1333155_73_1333154_1333154.next_page=/wc/fichaDiputado?idDiputado=211&idLegislatura=3, accesat în 23 noiembrie 2017 Lipsește sau este vid: |title= (ajutor)
7. ↑   http://www.congreso.es/portal/page/portal/Congreso/Congreso/Diputados/BusqForm?_piref73_1333155_73_1333154_1333154.next_page=/wc/fichaDiputado?idDiputado=337&idLegislatura=2, accesat în 23 noiembrie 2017 Lipsește sau este vid: |title= (ajutor)
8. ↑   http://www.congreso.es/portal/page/portal/Congreso/Congreso/Diputados/BusqForm?_piref73_1333155_73_1333154_1333154.next_page=/wc/fichaDiputado?idDiputado=274&idLegislatura=1, accesat în 23 noiembrie 2017 Lipsește sau este vid: |title= (ajutor)
9. ↑   http://www.congreso.es/portal/page/portal/Congreso/Congreso/Diputados/BusqForm?_piref73_1333155_73_1333154_1333154.next_page=/wc/fichaDiputado?idDiputado=134&idLegislatura=0, accesat în 23 noiembrie 2017 Lipsește sau este vid: |title= (ajutor)
10. 1 2  pace.coe.int